# Robert Barrier
Pour les articles homonymes, voir Barrier.
Robert Barrier, est un homme politique français. Né le 21 décembre 1907 à Bellegarde-sur-Valserine (Ain) et mort le 7 décembre 1955 à Aix-les-Bains (Savoie), ville dont il est le maire. Président du Conseil général et député, il est mort au début de sa carrière politique, à 48 ans.

## Biographie
Très tôt orphelin, il est élevé par un oncle, entrepreneur de fonderie à Alby-sur-Chéran. Après des études au collège Sainte-Marie de Rumilly et puis au lycée de Chambéry, il entre à la faculté de pharmacie de Lyon. Devenu pharmacien en 1934, puis docteur en pharmacie en 1935, il s'installe à Yenne en 1936.
Soldat en 1939-1940, il participe ensuite à la Résistance dans l'Armée secrète - il obtiendra la médaille de la Résistance. À la libération, il est nommé maire de Yenne, mais ne se représente pas en 1947. Élu conseiller général du Yenne en septembre 1945, il est ensuite candidat sur la liste de la Jeune République (catholiques sociaux) aux législatives d'octobre.
Mais lors des législatives suivantes, bien qu'inscrit à l'Union démocratique et socialiste de la Résistance, de tendance centriste, dont il est vice-président national. Il figure en deuxième position sur une liste de large rassemblement, l'Entente républicaine, du centre à la droite (néanmoins apparentée avec la SFIO et le MRP), et est élu en juin 1951 sur la liste J. Delachenal. En octobre suivant, il devient président du Conseil général de la Savoie. Enfin, en avril 1953, il est élu maire d'Aix-les-Bains.
Au Parlement, il s'investit dans le tourisme et se fait le porte-parole de son département. Il vote les projets européens (CECA, CED) et les lois Marie et Barangé sur l'enseignement libre.
Au niveau local, il préside le comité régional du tourisme, participe à des structures de développement du thermalisme et du climatisme. Pour développer le tourisme, il relance comme président du Conseil général l'aéroport du Bourget-du-Lac, pour un usage touristique. Enfin, la ville d'Aix-les-Bains lui doit les grands boulevards des bords du lac et la réfection des ports de plaisance. Durant son mandat, un festival international de la Danse est lancé avec grand succès, puis s'arrête en raison de son coût prohibitif pour les finances communales malgré son succès médiatique. Sous son mandat est relancée la station de ski du Revard, sur les hauteurs de la ville.
Il meurt à 48 ans, alors au début de sa carrière politique, d'une crise cardiaque. Son deuxième adjoint, Lucien Spycher, lui succède à la mairie. 
Un boulevard porte son nom à Aix-les-Bains.

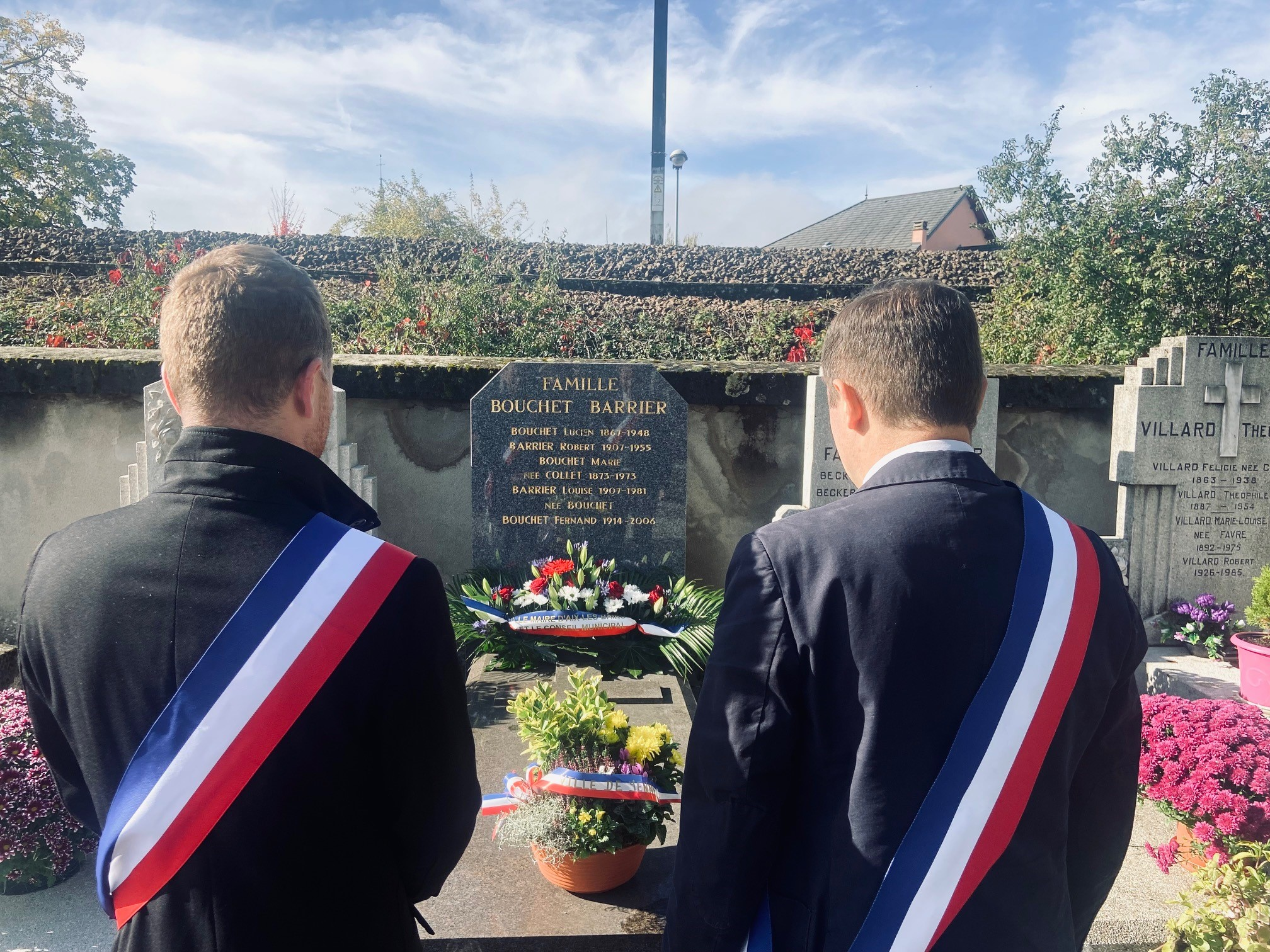
Cérémonie d'hommage à Robert Barrier avec dépôt de gerbe de la ville de Yenne et d'Aix-les-Bains.

## Détails des mandats et fonctions
- Député de la Savoie de 1951 à 1955.
- Maire d'Aix-les-Bains de 1953 à 1955.
- Conseiller général de 1945 à 1955.
- Président du Conseil général de la Savoie de 1951 à 1955.